# Campeonato Descentralizado 1996
El Campeonato Descentralizado 1996, fue la edición número 70 de la Primera División del Perú, la trigésimo primera desde que se descentraliza en 1966 y la trigésimo primera bajo la denominación de Campeonato Descentralizado. Esta edición se llamó Torneo Héroes del Cenepa en honor al primer aniversario de la guerra del Cenepa, en donde los soldados peruanos del Ejército del Perú combatieron contra el Ejército Ecuatoriano en 1995.
El Campeonato Descentralizado 1996 de Fútbol Profesional del Perú se llevó a cabo entre los meses de marzo y diciembre de 1996. En esta edición participaron 16 equipos que disputaron partidos de ida y vuelta, el ganador fue el equipo con mayor puntuación al final de las dos ruedas. Este fue el último Campeonato Descentralizado con este formato, a partir de 1997 se jugó bajo el formato de torneos Apertura y Clausura.
Sporting Cristal se consagró campeón y logró ser el primer tricampeón en la etapa profesional y descentralizada en Perú un 27 de octubre dando la vuelta olímpica ante Universitario luego de empatar 1-1, pero por los incidentes el rival fue castigado y a Cristal se le otorgó la victoria por 2-0, Aurich-Cañaña, Ciclista Lima, Guardia Republicana y San Agustín perdieron la categoría.

## Ascensos y descensos
Hubo 2 Descensos en la Temporada 1995 y 2 Ascensos (1 Campeón de Copa Perú, 1 Campeón de Segunda División) en esta Temporada.
Por lo que se Mantienen los 16 equipos para este 1996.
| Posición    | Descendidos a la Copa Perú y Segunda División 1996                  |
| ----------- | ------------------------------------------------------------------- |
| 15° 1D 1995 | Unión Huaral (Segunda División 1996) (D)                            |
| 16° 1D 1995 | León de Huánuco (Copa Perú 1996 Región IV de la Etapa Regional) (D) |

| Posición         | Ascendidos de la Copa Perú y Segunda División 1995    |
| ---------------- | ----------------------------------------------------- |
| 1. 1º 2D 1995    | Guardia Republicana (Segunda División 1995) Asciende  |
| 2. 1º HF CP 1995 | La Loretana (Copa Perú 1995 Hexagonal Final) Asciende |

- Antes de Iniciar la Temporada, El Deportivo Sipesa se Cambió de Nombre a Club Deportivo Pesquero.

## Equipos participantes
| Equipo              | Ciudad   | Estadio                 | Entrenador           |
| ------------------- | -------- | ----------------------- | -------------------- |
| Alianza Atlético    | Sullana  | Campeones del 36        | Vito Andrés Bártoli  |
| Alianza Lima        | Lima     | Alejandro Villanueva    | Gilberto Alves       |
| Aurich-Cañaña       | Chiclayo | Elías Aguirre           | Augusto Palacios     |
| Atlético Torino     | Talara   | Campeonísimo            | César Cubilla        |
| Ciclista Lima       | Lima     | Municipal de Chorrillos | Fernando Cuéllar     |
| Cienciano           | Cusco    | Garcilaso de la Vega    | Ramón Quiroga        |
| Deportivo Municipal | Lima     | Municipal de Chorrillos | Moisés Barack        |
| Deportivo Pesquero  | Chimbote | Manuel Gómez Arellano   | Roberto Chale        |
| FBC Melgar          | Arequipa | Mariano Melgar          | Ramón Estay          |
| Guardia Republicana | Lima     | Municipal de La Molina  | César Gonzales       |
| San Agustín         | Lima     | Nacional de Lima        | Óscar Hamada         |
| Sport Boys          | Callao   | Miguel Grau             | Miguel Ángel Arrué   |
| Sporting Cristal    | Lima     | Alberto Gallardo        | José Luis Carbone    |
| La Loretana         | Pucallpa | Max Augustín            | Luis Zacarías        |
| Unión Minas         | Pasco    | Daniel Alcides Carrión  | Tito Morinaga        |
| Universitario       | Lima     | Lolo Fernández          | Eduardo Luján Manera |

## Torneo Descentralizado
| Pos. | Equipo              | Pts. | PJ | PG | PE | PP | GF | GC | DG  |
| ---- | ------------------- | ---- | -- | -- | -- | -- | -- | -- | --- |
| 1    | Sporting Cristal    | 69   | 30 | 22 | 3  | 5  | 71 | 26 | +45 |
| 2    | Alianza Lima        | 60   | 30 | 17 | 9  | 4  | 68 | 23 | +45 |
| 3    | Universitario       | 58   | 30 | 16 | 10 | 4  | 39 | 20 | +19 |
| 4    | Sport Boys          | 53   | 30 | 13 | 14 | 3  | 49 | 26 | +23 |
| 5    | Atlético Torino     | 49   | 30 | 14 | 7  | 9  | 33 | 33 | 0   |
| 6    | Cienciano           | 41   | 30 | 11 | 8  | 11 | 32 | 36 | -4  |
| 7    | Deportivo Pesquero  | 37   | 30 | 9  | 10 | 11 | 27 | 33 | -6  |
| 8    | Unión Minas         | 37   | 30 | 9  | 10 | 11 | 35 | 42 | -7  |
| 9    | Deportivo Municipal | 37   | 30 | 10 | 7  | 13 | 44 | 57 | -13 |
| 10   | La Loretana         | 37   | 30 | 11 | 4  | 15 | 39 | 59 | -20 |
| 11   | FBC Melgar          | 36   | 30 | 9  | 9  | 12 | 36 | 35 | +1  |
| 12   | Alianza Atlético    | 36   | 30 | 10 | 6  | 14 | 40 | 51 | -11 |
| 13   | Aurich-Cañaña       | 33   | 30 | 9  | 6  | 15 | 30 | 37 | -7  |
| 14   | Ciclista Lima       | 29   | 30 | 6  | 11 | 13 | 36 | 51 | -15 |
| 15   | Guardia Republicana | 29   | 30 | 7  | 8  | 15 | 30 | 45 | -15 |
| 16   | San Agustín         | 16   | 30 | 4  | 4  | 22 | 27 | 62 | -35 |

- Antes de Iniciar la Temporada, El Deportivo Sipesa se Cambió de Nombre a Club Deportivo Pesquero.

|  | Campeón y clasificado a la Copa Libertadores |
|  | Clasificado a la Liguilla Pre-Libertadores   |
|  | Clasificado a la Pre-Liguilla                |
|  | Descendido a la Copa Perú                    |
|  | Descendido a la Segunda División             |

### Resultados
| Local \ Visitante   | AAS | ALI | TOR | AUR | CIC | CIE | MUN | PES | GUA | LOR | MEL | AGU | SBA | CRI | MIN | UNI |
| ------------------- | --- | --- | --- | --- | --- | --- | --- | --- | --- | --- | --- | --- | --- | --- | --- | --- |
| Alianza Atlético    |     | 2–3 | 3–0 | 1–3 | 3–1 | 2–0 | 5–2 | 1–1 | 0–0 | 2–1 | 2–0 | 2–1 | 2–2 | 1–2 | 3–1 | 3–2 |
| Alianza Lima        | 6–0 |     | 1–0 | 5–2 | 2–0 | 3–1 | 2–2 | 2–2 | 1–0 | 5–0 | 1–1 | 6–0 | 2–2 | 0–0 | 3–0 | 0–0 |
| Atlético Torino     | 0–0 | 1–1 |     | 1–0 | 2–1 | 1–0 | 2–1 | 2–1 | 2–0 | 3–0 | 2–1 | 2–0 | 1–0 | 0–2 | 2–0 | 0–0 |
| Aurich-Cañaña       | 1–0 | 0–1 | 1–2 |     | 1–1 | 1–0 | 1–2 | 0–1 | 0–0 | 0–1 | 1–2 | 2–0 | 2–2 | 2–1 | 1–1 | 0–1 |
| Ciclista Lima       | 2–1 | 0–1 | 1–1 | 1–1 |     | 2–0 | 2–1 | 1–1 | 3–5 | 4–1 | 0–1 | 1–4 | 2–2 | 2–4 | 1–0 | 1–1 |
| Cienciano           | 1–1 | 2–1 | 3–0 | 1–0 | 1–0 |     | 2–0 | 2–0 | 2–2 | 1–1 | 1–1 | 3–0 | 1–0 | 3–1 | 2–1 | 0–0 |
| Deportivo Municipal | 2–2 | 1–5 | 3–1 | 2–3 | 2–2 | 0–1 |     | 1–0 | 3–1 | 1–4 | 3–0 | 2–1 | 2–2 | 0–2 | 1–0 | 0–0 |
| Deportivo Pesquero  | 2–1 | 0–2 | 2–1 | 1–1 | 0–0 | 2–1 | 0–1 |     | 0–0 | 1–0 | 1–1 | 1–0 | 1–1 | 3–0 | 1–1 | 0–3 |
| Guardia Republicana | 1–0 | 0–5 | 1–4 | 1–0 | 1–1 | 0–0 | 2–2 | 0–1 |     | 1–0 | 1–0 | 5–1 | 0–1 | 0–2 | 2–2 | 1–2 |
| La Loretana         | 2–0 | 1–6 | 1–1 | 1–2 | 3–2 | 3–1 | 1–2 | 2–1 | 2–1 |     | 1–0 | 3–2 | 2–1 | 0–2 | 1–0 | 1–1 |
| FBC Melgar          | 1–0 | 1–0 | 0–0 | 1–2 | 4–1 | 1–1 | 5–1 | 0–0 | 3–1 | 4–0 |     | 2–0 | 0–0 | 1–1 | 1–1 | 0–1 |
| San Agustín         | 0–1 | 0–1 | 0–1 | 1–2 | 1–1 | 2–0 | 1–2 | 1–2 | 1–3 | 4–3 | 2–1 |     | 1–1 | 0–3 | 0–0 | 1–2 |
| Sport Boys          | 2–0 | 0–0 | 4–1 | 2–1 | 1–0 | 2–0 | 0–0 | 3–1 | 2–0 | 5–2 | 3–2 | 1–1 |     | 3–1 | 5–0 | 0–0 |
| Sporting Cristal    | 4–1 | 2–1 | 2–0 | 2–0 | 6–2 | 6–0 | 5–2 | 3–1 | 1–0 | 2–0 | 3–0 | 3–1 | 0–0 |     | 7–1 | 1–2 |
| Unión Minas         | 5–0 | 1–2 | 4–0 | 1–0 | 0–0 | 2–2 | 3–2 | 1–0 | 2–0 | 1–1 | 2–1 | 3–1 | 0–0 | 0–1 |     | 1–1 |
| Universitario       | 3–1 | 1–1 | 0–0 | 1–0 | 0–1 | 1–0 | 2–1 | 1–0 | 2–1 | 3–1 | 3–1 | 3–0 | 1–2 | 0–2 | 2–0 |     |

|                              |
| Tricampeón Nacional          |
| Sporting Cristal 13.º título |

## Pre-Liguilla
| Local ida          | Local vuelta    | Resultado ida | Resultado vuelta | Resultado global |
| ------------------ | --------------- | ------------- | ---------------- | ---------------- |
| Unión Minas        | Universitario   | 0 - 0         | 0 - 3            | 0 - 3            |
| Deportivo Pesquero | Sport Boys      | 2 - 0         | 1 - 1            | 3 - 1            |
| Cienciano          | Atlético Torino | 5 - 1         | 0 - 1            | 5 - 2            |

## Liguilla Pre-Libertadores
Alianza Lima comenzó la liguilla con un punto de bonificación por haber quedado mejor posicionado en el Torneo Descentralizado.
| Pos. | Equipo             | Pts. | PJ | PG | PE | PP | GF | GC | DG |
| ---- | ------------------ | ---- | -- | -- | -- | -- | -- | -- | -- |
| 1    | Alianza Lima       | 8    | 3  | 2  | 1  | 0  | 8  | 2  | +6 |
| 2    | Universitario      | 7    | 3  | 2  | 1  | 0  | 8  | 2  | +6 |
| 3    | Deportivo Pesquero | 1    | 3  | 0  | 1  | 2  | 5  | 9  | -4 |
| 4    | Cienciano          | 1    | 3  | 0  | 1  | 2  | 3  | 11 | -8 |

|  | Clasificado a la Copa Libertadores |
|  | Clasificado a la Copa Conmebol     |

### Resultados
| Fecha 1 – 28 de noviembre | Fecha 1 – 28 de noviembre | Fecha 1 – 28 de noviembre |
|                           | Resultado                 |                           |
| ------------------------- | ------------------------- | ------------------------- |
| Alianza Lima              | 4–1                       | Cienciano                 |
| Deportivo Pesquero        | 2–3                       | Universitario             |

| Fecha 2 – 1 de diciembre | Fecha 2 – 1 de diciembre | Fecha 2 – 1 de diciembre |
|                          | Resultado                |                          |
| ------------------------ | ------------------------ | ------------------------ |
| Alianza Lima             | 0–0                      | Universitario            |
| Cienciano                | 2–2                      | Deportivo Pesquero       |

| Fecha 3 – 8 de diciembre | Fecha 3 – 8 de diciembre | Fecha 3 – 8 de diciembre |
|                          | Resultado                |                          |
| ------------------------ | ------------------------ | ------------------------ |
| Alianza Lima             | 4–1                      | Deportivo Pesquero       |
| Universitario            | 5–0                      | Cienciano                |

## Estadísticas

### Máximos goleadores
Lista con los máximos goleadores de la competencia.
| Jugador                                | Equipo                    | Goles |
| -------------------------------------- | ------------------------- | ----- |
| Waldir Sáenz                           | Alianza Lima              | 20    |
| Adrián Czornomaz                       | Universitario de Deportes | 20    |
| Germán Carty                           | Sport Boys                | 17    |
| Roberto Farfán                         | Deportivo Municipal       | 15    |
| Oscar Fernández                        | Ciclista Lima             | 14    |
| Moisés Rachumick                       | Unión Minas               | 14    |
| Gabriel Silvera                        | Alianza Atlético          | 14    |
| Kanga Nzeza                            | Juan Aurich               | 12    |
| Nolberto Solano                        | Sporting Cristal          | 12    |
| Fidel Suárez                           | Alianza Atlético          | 12    |
| Raúl Mejía                             | La Loretana               | 11    |
| Marco Valencia                         | Alianza Lima              | 11    |
| Aldo Cavero                            | Cienciano                 | 11    |
| Juan Manuel Mouro                      | Deportivo Pesquero        | 10    |
| Paul Cominges                          | Cienciano                 | 10    |
| Julinho                                | Sporting Cristal          | 9     |
| Isidro Fuentes                         | Deportivo Pesquero        | 9     |
| Gabriel González                       | Universitario de Deportes | 8     |
| Bujica                                 | Alianza Lima              | 8     |
| Roberto Palacios                       | Sporting Cristal          | 8     |
| Óscar Pacheco                          | San Agustín               | 8     |
| Actualizado el 22 de noviembre de 2019 |                           |       |